# Get the Party Started
"Get the Party Started" là một bài hát của nghệ sĩ thu âm người Mỹ Pink nằm trong album phòng thu thứ hai của cô, Missundaztood (2001). Nó được phát hành vào ngày 9 tháng 10 năm 2001 như là đĩa đơn đầu tiên trích từ album bởi Arista Records cũng như LaFace Records ở nhiều thị trường khác. "Get the Party Started" là một bản dance-pop được viết lời và sản xuất bởi cựu thành viên ban nhạc 4 Non Blondes là Linda Perry với nội dung liên quan đến việc một cô gái vui vẻ ở một bữa tiệc và vui chơi với bạn bè của cô. Mặt B của đĩa đơn là một bản phối lại của bài hát với tiêu đề "Get the Party Started (Sweet Dreams)" và có sự tham gia góp giọng của rapper Redman và ca sĩ hip hop người Mỹ Rockwilder, trong đó sử dụng đoạn nhạc mẫu từ bài hát năm 1983 của Eurythmics là "Sweet Dreams (Are Made of This)", được viết lời bởi Annie Lennox và David A. Stewart.
Sau khi phát hành, "Get the Party Started" nhận được những phản ứng tích cực từ các nhà phê bình âm nhạc, trong đó họ đánh giá cao giai điệu bắt tai của nó và gọi đây là một điểm nhấn nổi bật từ Missundaztood. Bài hát còn gặt hái nhiều giải thưởng và đề cử tại những lễ trao giải quan trọng, bao gồm chiến thắng giải Âm nhạc châu Âu của MTV năm 2002 cho Bài hát xuất sắc nhất và đề cử một giải Grammy cho Trình diễn giọng pop nữ xuất sắc nhất tại lễ trao giải thường niên lần thứ 45. "Get the Party Started" cũng tiếp nhận những thành công vượt trội về mặt thương mại, đứng đầu các bảng xếp hạng ở Úc, Ireland, New Zealand và Tây Ban Nha, và lọt vào top 10 ở hầu hết những quốc gia nó xuất hiện, bao gồm vuơn đến top 5 ở nhiều thị trường lớn như Áo, Bỉ, Đan Mạch, Phần Lan, Pháp, Đức, Ý, Hà Lan, Na Uy, Thụy Điển, Thụy Sĩ và Vương quốc Anh. Tại Hoa Kỳ, nó đạt vị trí thứ tư trên bảng xếp hạng Billboard Hot 100, trở thành đĩa đơn thứ ba của Pink vuơn đến top 5 tại đây.
Video ca nhạc cho "Get the Party Started" được đạo diễn bởi Dave Meyers, trong đó Pink chuẩn bị trang phục và cùng những người bạn của cô tham dự buổi tiệc ở một câu lạc bộ. Nó đã nhận được ba đề cử tại giải Video âm nhạc của MTV năm 2002 ở hạng mục Video xuất sắc nhất của nữ ca sĩ, Video Dance xuất sắc nhất và Video Pop xuất sắc nhất, và chiến thắng hai giải đầu. Để quảng bá bài hát, nữ ca sĩ đã trình diễn "Get the Party Started" trên nhiều chương trình truyền hình và lễ trao giải lớn, bao gồm CD:UK, Saturday Night Live, The Tonight Show with Jay Leno, Top of the Pops, giải thưởng âm nhạc Billboard năm 2001 và giải Âm nhạc châu Âu của MTV năm 2002, cũng như trong tất cả những chuyến lưu diễn trong sự nghiệp của cô. Kể từ khi phát hành, nó đã xuất hiện trên nhiều tác phẩm điện ảnh và truyền hình, như Black-ish, Gilmore Girls, Lucifer, The Simpsons và South Park, và được hát lại bởi một số nghệ sĩ.
Đây cũng là nhạc hiệu của chương trình Đối mặt trên VTV3. Ngoài ra, bài hát được Việt Hóa với tiêu đề "Nhớ Em Nhiều" do nhạc sĩ Đỗ Đình Phúc phổ lời Việt và được xuất hiện trong album Miền Cát Trắng (2003) của ca sĩ Quang Vinh.

## Danh sách bài hát
Đĩa CD tại châu Âu
1. "Get the Party Started" (radio phối) – 3:12
2. "Get the Party Started (Sweet Dreams)" (hợp tác với Redman) – 4:05

Đĩa CD #1 tại Anh quốc
1. "Get the Party Started" (radio phối) – 3:12
2. "Get the Party Started (Sweet Dreams)" (hợp tác với Redman) – 4:05
3. "Get the Party Started" (không lời) – 3:12

Đĩa CD #2 tại Anh quốc
1. "Get the Party Started" (radio phối) – 3:12
2. "Get the Party Started" (K5 Werk Kraft phối) (hợp tác với Spoonface) – 7:02
3. "Get the Party Started" (Pink Noise Disco phối) – 3:44
4. "Get the Party Started" (video ca nhạc) – 3:21

## Xếp hạng
| Bảng xếp hạng (2001-02)             | Vị trí cao nhất |
| ----------------------------------- | --------------- |
| Úc (ARIA)                           | 1               |
| Áo (Ö3 Austria Top 40)              | 2               |
| Bỉ (Ultratop 50 Flanders)           | 5               |
| Bỉ (Ultratop 50 Wallonia)           | 1               |
| Canada (Canadian Singles Chart)     | 11              |
| Đan Mạch (Tracklisten)              | 2               |
| Châu Âu (European Hot 100 Singles)  | 1               |
| Phần Lan (Suomen virallinen lista)  | 3               |
| Pháp (SNEP)                         | 4               |
| Đức (Official German Charts)        | 2               |
| Ireland (IRMA)                      | 1               |
| Ý (FIMI)                            | 2               |
| Hà Lan (Dutch Top 40)               | 2               |
| Hà Lan (Single Top 100)             | 5               |
| New Zealand (Recorded Music NZ)     | 1               |
| Na Uy (VG-lista)                    | 2               |
| Tây Ban Nha (PROMUSICAE)            | 1               |
| Thụy Điển (Sverigetopplistan)       | 3               |
| Thụy Sĩ (Schweizer Hitparade)       | 2               |
| Anh Quốc (OCC)                      | 2               |
| Hoa Kỳ Billboard Hot 100            | 4               |
| Hoa Kỳ Dance Club Songs (Billboard) | 1               |
| Hoa Kỳ Pop Airplay (Billboard)      | 2               |

| Bảng xếp hạng (2002)                 | Vị trí |
| ------------------------------------ | ------ |
| Australia (ARIA)                     | 15     |
| Austria (Ö3 Austria Top 75)          | 10     |
| Belgium (Ultratop 50 Flanders)       | 40     |
| Belgium (Ultratop 40 Wallonia)       | 35     |
| Denmark (Tracklisten)                | 16     |
| Europe (European Hot 100 Singles)    | 6      |
| Finland (Suomen virallinen lista)    | 38     |
| France (SNEP)                        | 83     |
| Germany (Official German Charts)     | 16     |
| Italy (FIMI)                         | 20     |
| Netherlands (Dutch Top 40)           | 20     |
| Netherlands (Single Top 100)         | 34     |
| New Zealand (Recorded Music NZ)      | 34     |
| Norway Winter Period (VG-lista)      | 3      |
| Sweden (Sverigetopplistan)           | 16     |
| Switzerland (Schweizer Hitparade)    | 18     |
| UK Singles (Official Charts Company) | 21     |
| US Billboard Hot 100                 | 24     |

| Bảng xếp hạng (2000-09)  | Vị trí |
| ------------------------ | ------ |
| US Pop Songs (Billboard) | 45     |

## Chứng nhận
| Quốc gia | Chứng nhận | Số đơn vị/doanh số chứng nhận |
| --- | ---------- | ----------------------------- |
| Úc (ARIA) | Vàng       | 35.000^                       |
| Áo (IFPI Áo) | Vàng       | 20.000*                       |
| Bỉ (BEA) | Vàng       | 25.000*                       |
| Pháp (SNEP) | Vàng       | 200.000*                      |
| Đức (BVMI) | Vàng       | 250.000^                      |
| New Zealand (RMNZ) | Vàng       | 5.000*                        |
| Na Uy (IFPI) | Bạch kim   | 0*                            |
| Thụy Điển (GLF) | Vàng       | 15,000^                       |
| Thụy Sĩ (IFPI) | Vàng       | 20.000^                       |
| Anh Quốc (BPI) | Vàng       | 400.000‡                      |
| Hoa Kỳ (RIAA) | Vàng       | 500,000^                      |
| * Chứng nhận dựa theo doanh số tiêu thụ. ^ Chứng nhận dựa theo doanh số nhập hàng. ‡ Chứng nhận dựa theo doanh số tiêu thụ và phát trực tuyến. |            |                               |